# Vichy
Vichy (okcitansko Vichèi) je mesto in občina v osrednji francoski regiji Auvergne, podprefektura departmaja Allier. Mesto ima okoli 25.000 prebivalcev.
Vichy je bil med letoma 1940 in 1944 glavno mesto t. i. Vichyjske Francije.

## Geografija
Vichy leži v pokrajini Bourbonnais ob reki Allier, 54 km južno od središča departmaja Moulinsa. V mestu in okolici se nahaja več toplic, posledica nekdanje vulkanske aktivnosti Centralnega masiva, ki leži južno od Vichyja.

## Administracija
Vichy je sedež dveh kantonov:
- Kanton Vichy-Jug (del občine Vichy: 13.521 prebivalcev),
- Kanton Vichy-Sever (del občine Vichy: 13.067 prebivalcev).

Mesto je prav tako sedež okrožja, v katerega so poleg njegovih dveh vključeni še kantoni Cusset-Jug/Sever, Le Donjon, Escurolles, Gannat, Jaligny-sur-Besbre, Lapalisse, Le Mayet-de-Montagne in Varennes-sur-Allier s 120.164 prebivalci.

## Zgodovina
Prvo naselbino so ustanovili rimski legionarji leta 52 pred našim štetjem po porazu proti Vercingetorixu v bitki pri Gergoviji. Konec 3. stoletja se naselbina prvič omenja kot Vipiacus, v tem času je njeno ozemlje podvrženo večji administrativni reorganizaciji rimskega cesarja Dioklecijana.

## Zanimivosti
- cerkev sv. Ludvika, grajena v letih 1861-65,
- opera, ustanovljena 31. marca 1903,
- muzej afro-azijske umetnosti.

## Pobratena mesta
- Bad Tölz (Bavarska, Nemčija),
- Cluj-Napoca (Transilvanija, Romunija),
- Dunfermline (Škotska, Združeno kraljestvo),
- Logroño (La Rioja, Španija),
- Rhein-Neckar-Kreis (Baden-Württemberg, Nemčija),
- Wilhelmshaven (Spodnja Saška, Nemčija).